# Octomeria recchiana
Octomeria recchiana är en orkidéart som beskrevs av Frederico Carlos Hoehne. Octomeria recchiana ingår i släktet Octomeria och familjen orkidéer. Inga underarter finns listade i Catalogue of Life.